# Domacyno
Domacyno (niem. Dumzin) – wieś w Polsce położona w województwie zachodniopomorskim, w powiecie białogardzkim, w gminie Karlino. W latach 1975–1998 wieś należała do województwa koszalińskiego. W 2007 r. wieś liczyła 163 mieszkańców. Najbardziej na południe i najwyżej (44 m n.p.m.) położona miejscowość w gminie.

## Geografia
Wieś leży ok. 10 km na południowy zachód od Karlina, ok. 3 km na południe od drogi krajowej nr 6.

## Zabytki
Do wojewódzkiego rejestru zabytków wpisany jest:
- park pałacowy z XVIII wieku, zmieniony w połowie XIX wieku[6]. Park o powierzchni 16 ha, rosną klony, lipy oraz świerki.

inne obiekty:
- wielokulturowe cmentarzysko z X–XII wieku, ok. 1 km na zachód od wsi
- statua Matki Boskiej Królowej Narodu; 29 października 1995 r. odbyło się poświęcenie sprowadzonej z Filipin i ustawionej na wzgórzu morenowym figury Matki Boskiej Królowej Narodu. Na uroczystość poświęcenia figury przybyli goście z Filipin. Figura jest darem narodu filipińskiego. Jest ona wyrazem szacunku dla papieża Jana Pawła II z racji jego pobytu w tym kraju w 1995 r. W uroczystości udział wziął Ricardo Vidal z Filipin, który poświęcił figurę w obecności abp archidiecezji szczecińsko-kamieńskiej oraz biskupów diecezji koszalińsko-kołobrzeskiej. Figura jest dziełem artysty filipińskiego Eduardo Castrillo[7] i jest to najwyższa tego typu figura w Polsce. Inicjatorem daru jest Stefan Masternak, były mieszkaniec Australii, ożeniony z Filipinką – obecnie mieszkaniec Domacyna.
  - Historia statuy
    - 15 listopada 1994 r. – pierwsza wizyta Stefana Masternaka i Manuela Go z Filipin; pomysł ufundowania statuy jako daru Społeczeństwa Filipińskiego dla Narodu Polskiego; podróż w poszukiwaniu miejsca na statuę; wybór miejsca w Domacynie.
    - 4 marca 1995 r. – druga wizyta w Polsce Stefana Masternaka z Eduardo Castrillo w celu potwierdzenia wyboru miejsca lokalizacji statuy; rozpoczęcie prac artysty.
    - wiosna 1995 r. – trzecia wizyta Stefana Masternaka w Polsce; przekazanie listu Ricardo Vidal Czesławowi Dominowi; zakup ziemi.
    - 24 maja 1995 r. – statua przypłynęła okrętem do portu w Gdyni i została przetransportowana do wsi Karwin.
    - 4 lipca 1995 r. – statuę ustawiono na postumencie na domacyńskim wzgórzu.
    - lato 1995 r. – pierwsze pielgrzymki i spotkania młodzieżowe z inspiracji księży Czesława Domina i Antoniego Zielińskiego proboszcza parafii Lipie.
    - lipiec–październik 1995 r. – odbyły się przygotowania prawno–organizacyjne oraz techniczne do poświęcenia statuy koordynowane przez ks. Henryka Kleina proboszcza parafii Karwin.
    - 29 października 1995 r. – uroczyste poświęcenie statuy z udziałem Ricardo Vidala oraz księży biskupów z diecezji koszalińsko-kołobrzeskiej oraz archidiecezji szczecińsko-kamieńskiej.

## Kultura i sport
Bieg Papieski – cykliczna impreza odbywająca się corocznie na trasie od figury do Karlina.
1 czerwca 1991 r. Jan Paweł II odwiedził Koszalin. Dla uczczenia tego wydarzenia, rok później z inicjatywy mieszkańca Koszalina Józefa Niekrasza odbył się pierwszy Bieg Papieski w Koszalinie. Od 2000 r. organizacji biegu podjęły się władze Karlina. Licząca blisko 15 km trasa biegu rozpoczyna się w Domacynie pod figurą Matki Boskiej Królowej Narodu, kończy na stadionie miejskim w Karlinie. 10 września 2000 r. w tym miejscu odbył się start honorowy dla uczestników VIII Biegu Papieskiego, po raz pierwszy organizowanego w Karlinie. Była to kontynuacja imprezy sportowej, która od 1992 r. corocznie odbywała się w Koszalinie. W imprezie wzięło udział 115 zawodników z całej Polski.
- 10 września 2000 r. na starcie stanęło 115 zawodników, bieg ukończyło 109.
- 9 czerwca 2001 r. wystartowało 90 biegaczy z Polski, Ukrainy, Białorusi i Niemiec, trasy nie pokonał jeden zawodnik.
- 9 czerwca 2002 r. na starcie stanęło 131 biegaczy z Polski i Białorusi, trasę ukończyło 130 zawodników.

Wieś posiada boisko sportowe oraz świetlicę.

## Gospodarka
We wsi znajduje się jednostka Ochotniczej Straży Pożarnej.

## Komunikacja
Przystanek komunikacji autobusowej.